# Paulo Cardoso Dias
Paulo Cardoso Dias (São José do Egito, 23 de março de 1939 — Recife, 2002) foi um poeta brasileiro.

## Formação
Foi bacharel em Direito, curso concluído na Universidade Católica de Pernambuco.

## Vida literária
Paulo Cardoso pertenceu às seguintes entidades literárias:
- Academia Recifense de Letras - membro fundador, tendo exercido sua presidência;[2]
- Academia de Letras e Artes do Nordeste - Cadeira 37;
- União Brasileira de Escritores - seção Pernambuco.

### Livros publicados
Paulo Cardoso publicou exclusivamente poemas:
- Árvores sem Sol - 1964;
- Poemas - 1992;
- Salva de Versos - 1992;
- As Veias da Noite - 1993;[nota 1]
- Fronteira de dois chãos - 1995;
- A Pedra dos Oráculos - 1996;[nota 2]
- Origens - 1998; [nota 3]
- Vigília - 2000;
- Cactos e corais - 2000;
- Coroas do Mar e do Sertão - 2000;[nota 4]
- Coroa de Sonetos do Descobrimento - 2000.

### Outras atividades literárias
Paulo Cardoso é autor da letra do Hino de São José do Egito, com melodia de Zé Bizunga.

### Prêmios literários
- Prêmio Nanie Siqueira Santos, edição 1995, da Academia Pernambucana de Letras, para o livro As Veias da Noite.
- Prêmio Amaro de Lyra e César, edição 2000, da Academia Pernambucana de Letras, para o livro Coroas do Mar e do Sertão.
- Menções Honrosas para o Prêmio Amaro de Lyra e César:
  - edição 1999, para o livro Origens